# Xe khách

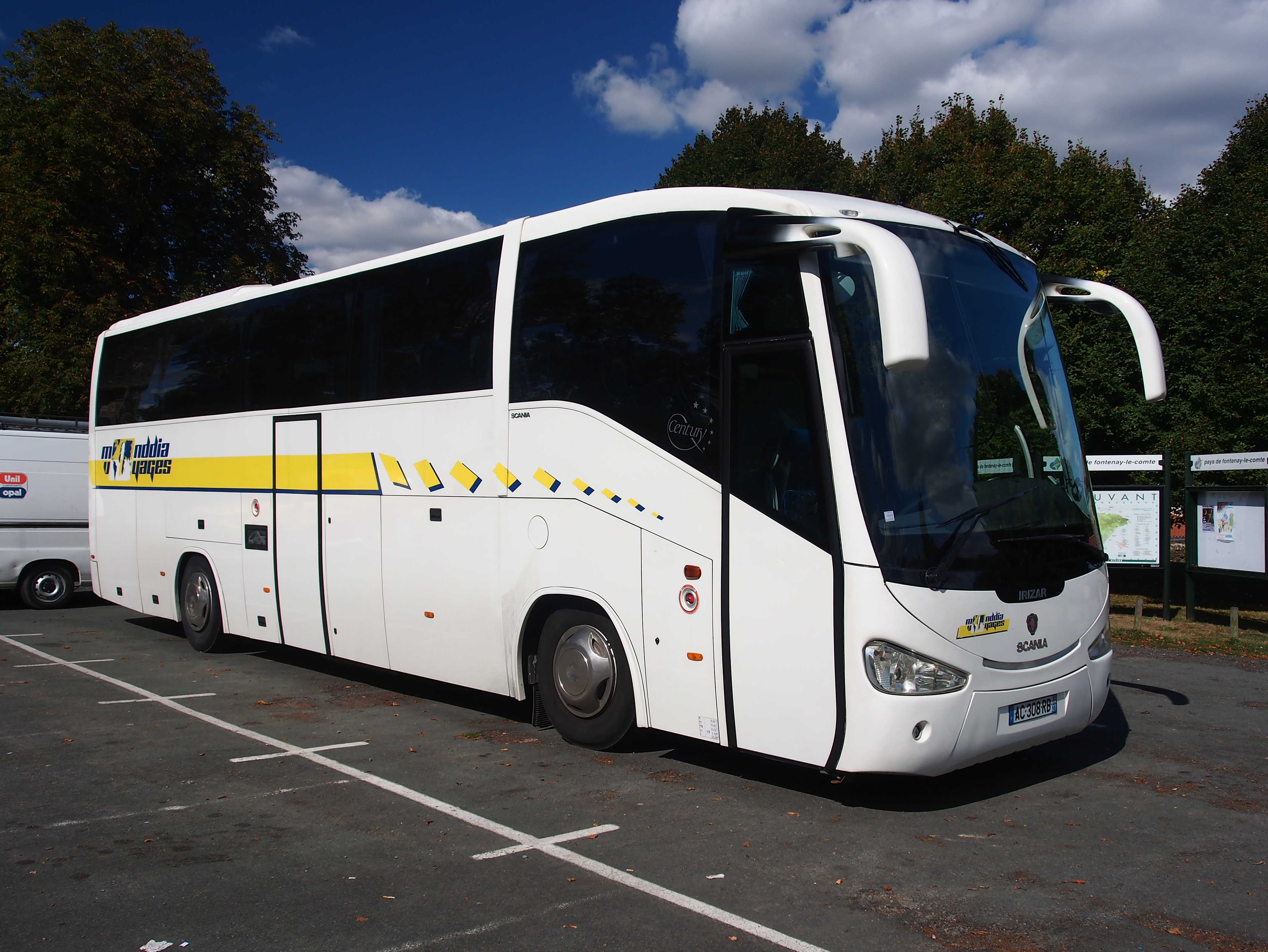
Một chiếc xe khách hiện đại

Xe khách (phương ngữ miền Bắc) hay xe khách tuyến cố định, còn gọi là xe đò (phương ngữ miền Nam) là một loại phương tiện được sử dụng để vận chuyển hành khách trên chuyến du ngoạn và trên quãng đường dài liên tỉnh. Nó còn được gọi đơn giản là xe buýt liên tỉnh.
Khác với xe buýt có lối lên xuống rộng rãi vì được thiết kế chủ yếu dùng cho những đoạn đường ngắn, xe khách vì đi chặng đường dài nên chỗ ngồi tiện nghi hơn và thường có buồng vệ sinh ngay trên xe nhưng ngược lại lối lên xuống khá hẹp và đi rất dễ say xe. Các mẫu xe hiện đại tối tân hơn thì sẽ có thêm giường nằm và chỗ để đồ và sạc điện thoại kèm chăn đệm để hành khách có thể nghỉ ngơi trong nhưng chuyến đi dài

## Lịch sử

### Việt Nam
Tại Việt Nam phương tiện chuyên chở chính trước thế kỷ 20 là tàu thuyền. Đò là thuyền chở khách trên một đoạn sông. Đò dọc đi ngược xuôi dòng sông. Đò ngang đi từ bờ này sang bờ đối diện. Khách tới bến thì gọi người lái đò cho thuyền cập bến mà lên. Con đò có thể chở vài chục người.
Về xe khách thì thời Pháp thuộc mới có xe cơ khí dùng chở nhiều người. Trước đó, người thường chỉ đi bộ. Sang trọng thì đi cáng, đi kiệu nhưng những phương tiện đó chỉ ngồi được một hai người mà thôi. Xe bò hay xe ngựa tuy có nhưng không có khả năng chở số lượng đông như thuyền đò, nhất là khi đường sá là đường đất. Khi có xe cơ khí chở được nhiều người trên một tuyến đường dài thì có lẽ người Việt thấy chức năng của xe như con đò trên sông nên chuyển những danh từ của thuyền đò sang thành "xe đò", "bến xe", "lái xe"...

### Châu Âu
Bên châu Âu thì ngành nuôi ngựa phát triển từ xưa. Trong khi đó hệ thống đường sá cũng đạt kỹ thuật cao từ trước công nguyên thời Cổ đại Hy-La để người và ngựa cùng di chuyển được. Ngựa dùng để kéo nhiều loại xe với nhiều kích thước. Nhà quyền quý thì có xe riêng. Những cỗ xe lớn dùng hai, ba, bốn con ngựa để chở nhiều người. Trong thùng xe thì đóng ghế cho khách ngồi. Vì xe đi bị xóc nên khi kỹ thuật bộ nhún giảm chấn đưa vào áp dụng từ thế kỷ 17 thì ngành xe chở người càng phổ biến. Ngành bưu chính chuyển vận thư từ cũng dùng xe ngựa kéo và những chuyến xe thư định kỳ từ làng này qua làng khác và chở thêm hành khách dần biến thành tuyến xe khách stagecoach. Tại Anh thì loại xe này đã có từ khoảng năm 1500 cho đến khi cuộc cách mạng công nghiệp dấy lên thì xe khách ngựa kéo phải nhường bước cho các tuyến đường sắt.
Khi kỹ thuật động cơ hơi nước phổ biến thì xe ngựa chở khách chuyển sang dùng máy nhưng tốc độ chạy chậm, tốn nhiên liệu, máy ồn mà chỉ chở được ít người nên năng suất rất thấp.
Một trong những loại xe cơ giới lớn chở khách xuất hiên trước tiên là xe charabanc, dùng đưa khách du ngoạn trên những tuyến đường ngắn vào đầu thế kỷ 20. Hãng Royal Blue dùng xe charabanc đầu tiên năm 1913. Đến năm 1926 thì hãng đó đã có đoàn xe 72 chiếc xe chở khách.
Ngày nay, xe khách cải tiến có dung tích lớn, có thể sắp chỗ ngồi nên chở được nhiều người chạy những tuyến đường dài.

## Các tính năng

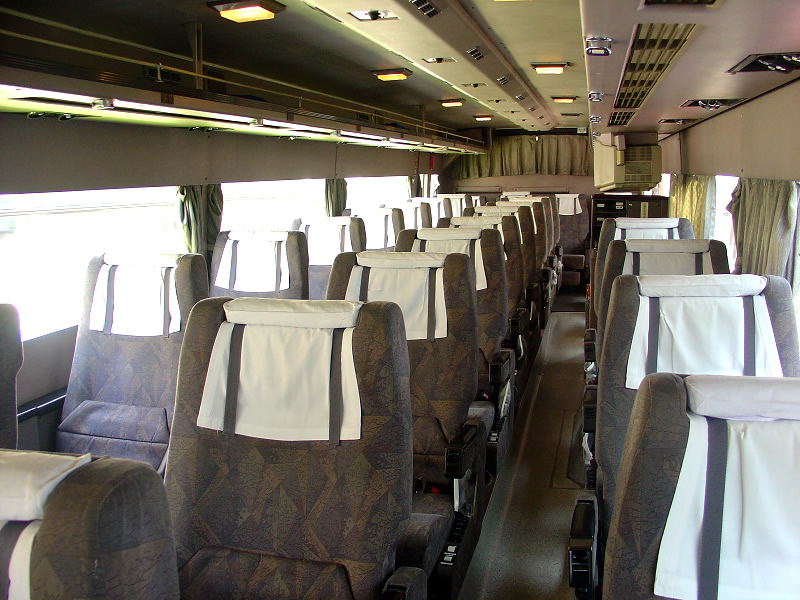
Nội thất bên trong của một chiếc xe khách

Xe khách, chở hành khách trong thời gian đáng kể trên những chuyến đi dài, được thiết kế cho thoải mái. Nó rất khác nhau về chất lượng giữa các quốc gia và trong nước. Xe đặc điểm kỹ thuật cao bao gồm chỗ ngồi sang trọng và có điều hòa không khí. Xe khách thường chỉ có một cửa hẹp, nhỏ.

## Các công ty sản xuất xe
Xe khách, như xe buýt, có thể được xây dựng hoàn toàn bởi các nhà sản xuất tích hợp, hoặc riêng biệt  khung xe bao gồm chỉ có một động cơ, bánh xe và khung cơ bản có thể được gửi đến một nhà máy cho một bộ phận được thêm vào. Một số ít các xe khách được xây dựng với cơ quan mà không có một khung gầm. Các nhà sản xuất tích hợp (hầu hết trong số đó cũng cung cấp khung gầm) bao gồm Mercedes-Benz, Autosan, Scania, MAN, Fuso, và Alexander Dennis. Nhà cung cấp thùng xe lớn (một số người trong số họ có thể xây dựng khung gầm của riêng mình) bao gồm Van Hool, NEOPLAN, Marcopolo, Irizar, và Designline.

## Hình ảnh

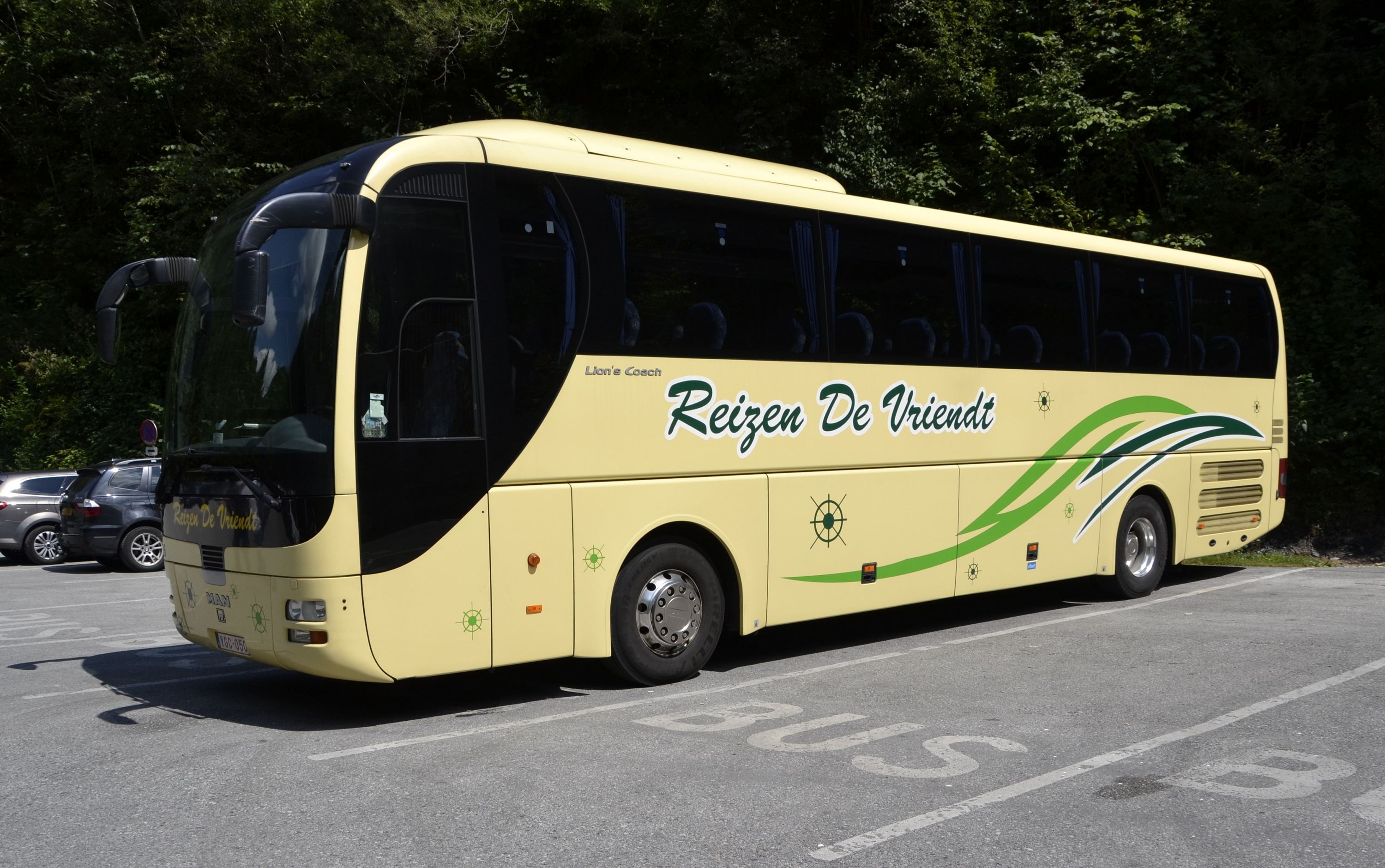
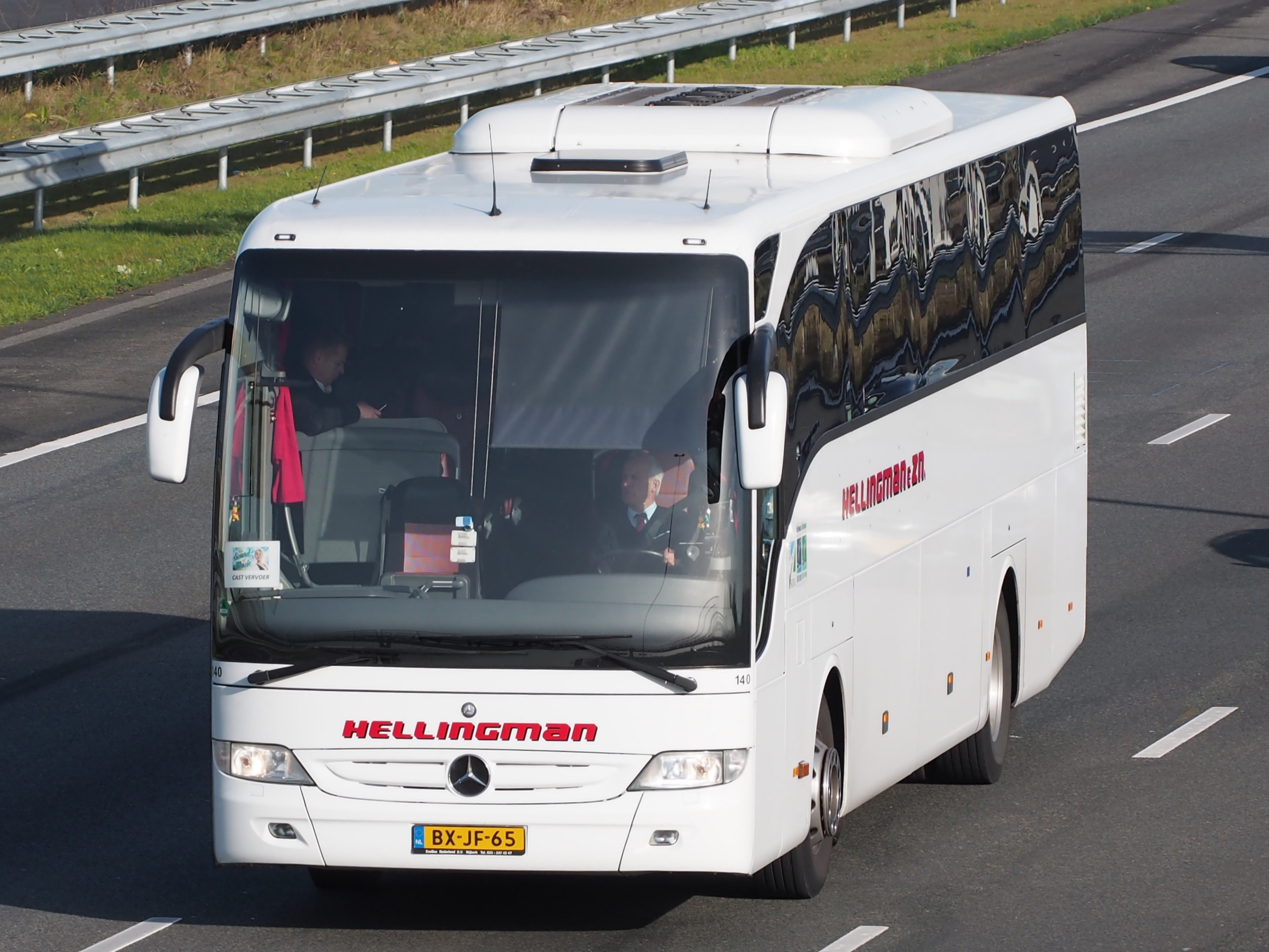
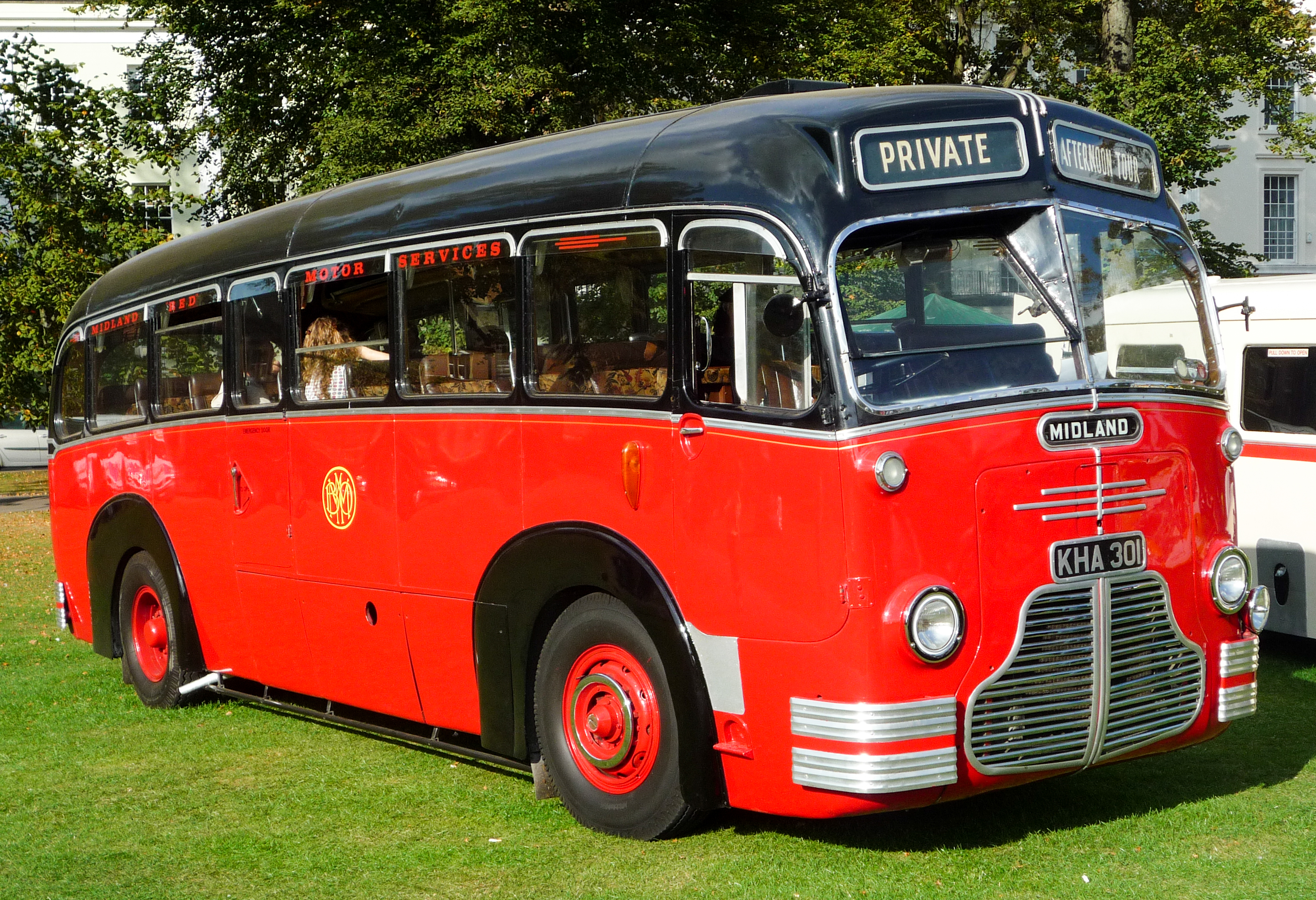
Xe đò cổ
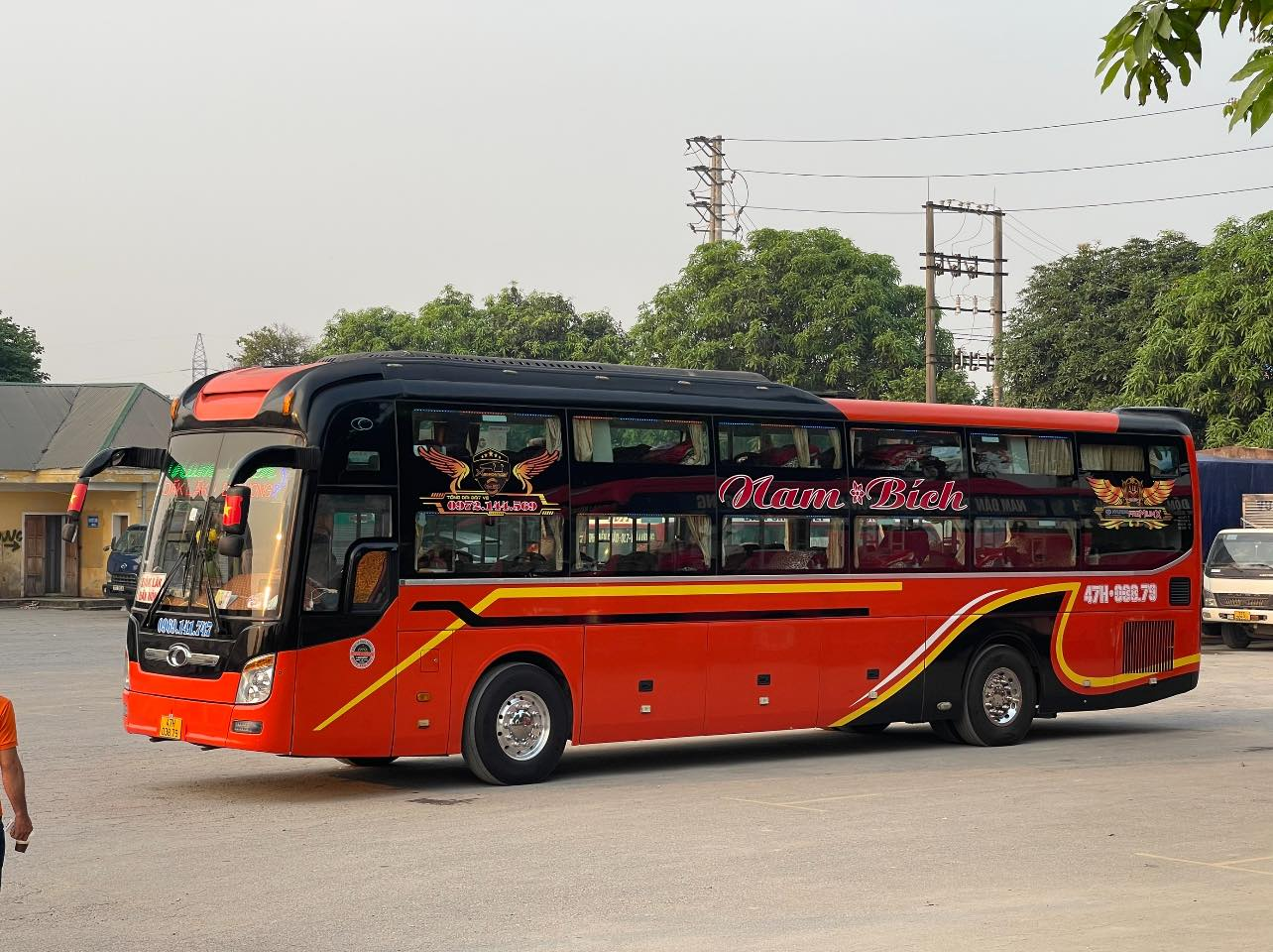
Hyundai Universe giường nằm
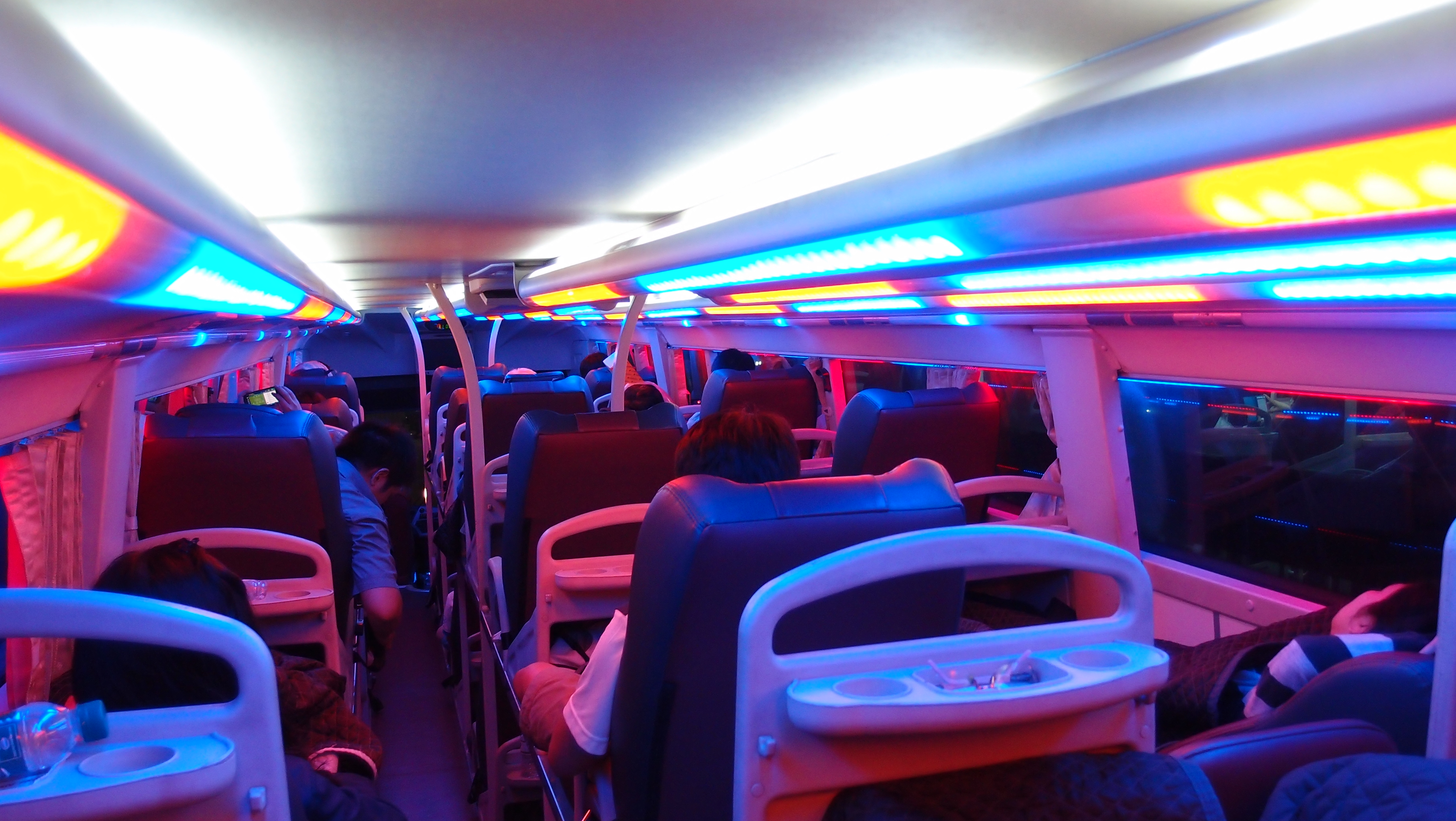
Nội thất một chiếc xe giường nằm